# العمارة (الشرقية)
قرية العمارة هي إحدى القرى التابعة لمركز أبو حماد في محافظة الشرقية في جمهورية مصر العربية. حسب إحصاءات سنة 2006، بلغ إجمالي السكان في العمارة 1534 نسمة، منهم 788 رجل و746 امرأة.